# Jewett (Minnesota)
Jewett es un territorio no organizado ubicado en el condado de Aitkin en el estado estadounidense de Minnesota. En el Censo de 2010 tenía una población de 47 habitantes y una densidad poblacional de 0,51 personas por km².

## Geografía
Jewett se encuentra ubicado en las coordenadas 46°21′8″N 93°22′34″O / 46.35222, -93.37611. Según la Oficina del Censo de los Estados Unidos, Jewett tiene una superficie total de 91.63 km², de la cual 91.37 km² corresponden a tierra firme y (0.29%) 0.26 km² es agua.

## Demografía
Según el censo de 2010, había 47 personas residiendo en Jewett. La densidad de población era de 0,51 hab./km². De los 47 habitantes, Jewett estaba compuesto por el 97.87% blancos, el 0% eran afroamericanos, el 2.13% eran amerindios, el 0% eran asiáticos, el 0% eran isleños del Pacífico, el 0% eran de otras razas y el 0% pertenecían a dos o más razas. Del total de la población el 0% eran hispanos o latinos de cualquier raza.